# 松浦章 (茶人)
松浦 章（まつら あきら、1941年2月4日 - ）は、日本の茶人。茶道鎮信流宗家、号は宏月。旧平戸藩主松浦家第41代当主、松浦史料博物館理事長。

## 人物・経歴
1941年2月4日生まれ。旧平戸藩主松浦家の41代目。
1964年、立教大学文学部英米文学科卒業。1967年、カリフォルニア州立大学新聞学科卒業。
1967年に日本放送協会へ入局し、同局に22年間勤務する。
1981年、松浦史料博物館理事に就任。1994年、同資料館理事長に就任。
2024年11月9日には、鄭成功が長崎県・平戸で生誕してから400年を記念する献茶式が台湾南部の台南市で開かれ、平戸藩主・松浦家の第41代当主で茶道鎮信流宗家である松浦が献茶を行った。